# 胡克角 (南設得蘭群島)
63°18′S 61°56′W / 63.300°S 61.933°W
胡克角（英語：Cape Hooker (South Shetland Islands)）是南極洲的海岬，位於南設得蘭群島的洛島東南部，在十九世紀由捕海豹者繪入地圖，被國際鳥盟列為重點鳥區，是約1萬雙南極企鵝的棲息地，現時由南極條約體系管理。